# Staffordshire
Staffordshire (phát âm tiếng Anh: /ˈstæfərdʃɪər/ hay /ˈstæfərdʃər/; rút gọn là Staffs) là một hạt không giáp biển ở vùng West Midlands của Anh. Nó giáp với Cheshire về phía tây bắc, Derbyshire và Leicestershire về phía đông, Warwickshire về phía đông nam, West Midlands và Worcestershire về phía nam, và Shropshire về phía tây.
Thành phố lớn nhất của Staffordshire là Stoke-on-Trent, mà cũng là một vùng chính quyền đơn nhất mà được quản lý riêng rẽ. Lichfield cũng có địa vị địa vị thành phố, dù nó là một thành phố nhà thờ tương đối nhỏ. Các thị trấn lớn là Stafford (county town), Burton upon Trent, Cannock, Newcastle-under-Lyme, Leek, và Tamworth. Những điểm dân cư nổi bật khác là các thị trấn nhỏ Stone, Uttoxeter, Rugeley, Eccleshall, Penkridge và các làng Wombourne, Kinver, Tutbury và Stretton.